# Jerzy Kosiński
Jerzy Nikodem Kosiński (Łódź, 18 de junho de 1933 — Nova Iorque, 3 de maio de 1991) foi um escritor e ator judeu nascido na Polônia, naturalizado norte-americano, autor do best-seller The Painted Bird ("O Pássaro Pintado", no Brasil).
Teve a carreira literária liquidada depois de ser acusado de plágio, em 1982, e cometeu o suicídio em 1991, quando viu que nada mais poderia fazer para levantar-se novamente.